# 阿纳斯塔西娅·加拉申娜
阿纳斯塔西娅·瓦列里耶芙娜·加拉申娜（俄语：Анастасия Валерьевна Галашина，1997年2月3日—）来自雅罗斯拉夫尔州雅罗斯拉夫尔，是一名俄罗斯女子射击运动员，主攻步枪项目，她是莫斯科中央陆军体育俱乐部的成员。加拉申娜曾练过游泳，小学六年级时她曾想在未来练习吉他，然而她的父亲建议她练习射击，她便听从建议开始接触射击。2016年，她在德国慕尼黑完成个人世界杯分站赛首秀。